# Presidenti della Provincia di Venezia
Elenco dei presidenti dell'amministrazione provinciale di Venezia.

## Regno d'Italia (1866-1946)

### Presidenti del Consiglio provinciale (1866-1927)
- Leopoldo Martinengo (1866-1869)
- Edoardo Deodati (1869-1878)
- Giuseppe Valmarana (1878-1889)
- Clemente Pellegrini (1889-1896)
- Antonio Fornoni (1896-1897)
- Marco Diena (1897-1898)
- Antonio Baschiera (1898-1899)
- Giuseppe Cerutti (1899-1902)
- Alessandro Pascolato (1902-1905)
- Adriano Diena (1905-1914)
- Filippo Grimani (1914-?)

### Presidenti della Deputazione provinciale (1889-1926)
| Nº | Nº | Ritratto | Nome                    | Mandato | Mandato | Partito |
| Nº | Nº | Ritratto | Nome                    | Inizio  | Fine    | Partito |
| -- | -- | -------- | ----------------------- | ------- | ------- | ------- |
| 1  |    |          | Antonio Ciereghin       | 1889    | 1901    | ?       |
| 2  |    |          | Luigi Cesare Bortolotto | 1901    | 1903    | ?       |
| 3  |    |          | Emilio Penzo            | 1903    | 1907    | ?       |
| 4  |    |          | Giuseppe Cerutti        | 1907    | 1911    | ?       |
| 5  |    |          | Pietro Berna            | 1911    | 1914    | ?       |
| 6  |    |          | Giovanni Chiggiato      | 1914    | ?       | ?       |

### Presidi del Rettorato (1926-1945)
| Nº | Nº              | Ritratto | Nome                                        | Mandato          | Mandato | Partito                    |
| Nº | Nº              | Ritratto | Nome                                        | Inizio           | Fine    | Partito                    |
| -- | --------------- | -------- | ------------------------------------------- | ---------------- | ------- | -------------------------- |
| –  |                 |          | Antonio Garioni (Commissario straordinario) | 12 novembre 1926 | 1929    | Partito Nazionale Fascista |
| 1  | Antonio Garioni | 1929     | ?                                           |                  |         | Partito Nazionale Fascista |

## Repubblica italiana (dal 1946)

### Presidenti della Provincia (1951-2015)

#### Eletti dal Consiglio provinciale (1951-1995)
| Nº  | Nº   | Ritratto | Nome                     | Mandato         | Mandato         | Partito                            | Elezione |
| Nº  | Nº   | Ritratto | Nome                     | Inizio          | Fine            | Partito                            | Elezione |
| --- | ---- | -------- | ------------------------ | --------------- | --------------- | ---------------------------------- | -------- |
| 1   |      |          | Giovanni Favaretto Fisca | 1951            | 1956            | Democrazia Cristiana               | 1951     |
| 1   | 1956 | 1960     | Giovanni Favaretto Fisca | 1956            |                 | Democrazia Cristiana               |          |
| 2   |      |          | Alberto Bagagiolo        | 1960            | 1964            | Democrazia Cristiana               | 1960     |
| 2   | 1964 | 1970     | Alberto Bagagiolo        | 1964            |                 | Democrazia Cristiana               |          |
| 3   |      |          | Angelo Simion            | 1970            | 1975            | Partito Socialista Italiano        | 1970     |
| 4   |      |          | Lucio Strumendo          | 1975            | 1980            | Partito Comunista Italiano         | 1975     |
| 5   |      |          | Ruggero Sbrogiò          | 1980            | 1981            | Partito Comunista Italiano         | 1980     |
| 6   |      |          | Giannantonio Paladini    | 1981            | 1982            | Partito Socialista Italiano        | 1980     |
| (5) |      |          | Ruggero Sbrogiò          | 1982            | 1985            | Partito Comunista Italiano         | 1980     |
| 7   |      |          | Orlando Minchio          | 1985            | 29 gennaio 1988 | Democrazia Cristiana               | 1985     |
| 8   |      |          | Stefano Nicolò Petris    | 29 gennaio 1988 | 14 agosto 1990  | Partito Socialista Italiano        | 1985     |
| 9   |      |          | Oliviero Pillon          | 14 agosto 1990  | 22 aprile 1993  | Partito Socialista Italiano        | 1990     |
| 10  |      |          | Anna Luisa Furlan        | 8 giugno 1993   | 8 maggio 1995   | Partito Democratico della Sinistra | 1990     |

#### Eletti direttamente dai cittadini (1995-2015)
| Nº | Nº             | Ritratto       | Nome                                        | Mandato         | Mandato         | Partito                                     | Elezione |
| Nº | Nº             | Ritratto       | Nome                                        | Inizio          | Fine            | Partito                                     | Elezione |
| -- | -------------- | -------------- | ------------------------------------------- | --------------- | --------------- | ------------------------------------------- | -------- |
| 11 |                |                | Luigino Busatto                             | 8 maggio 1995   | 28 giugno 1999  | Partito Popolare Italiano La Margherita     | 1995     |
| 11 | 28 giugno 1999 | 14 giugno 2004 | Luigino Busatto                             | 1999            |                 | Partito Popolare Italiano La Margherita     |          |
| 12 |                |                | Davide Zoggia                               | 14 giugno 2004  | 23 giugno 2009  | Democratici di Sinistra Partito Democratico | 2004     |
| 13 |                |                | Francesca Zaccariotto                       | 23 giugno 2009  | 12 gennaio 2015 | Lega Nord                                   | 2009     |
| –  |                |                | Cesare Castelli (Commissario straordinario) | 12 gennaio 2015 | 31 agosto 2015  | —                                           | —        |